# Daniele Dessena
Daniele Dessena (Parma, 10 mei 1987) is een Italiaans voormalig voetballer die doorgaans speelde als middenvelder. Tussen 2004 en 2024 was hij actief voor Parma, Sampdoria, Cagliari, Brescia, Pescara, Virtus Entella en Olbia.

## Clubcarrière
Dessena speelde in de jeugdopleiding van Parma en in 2005 werd hij samen met Luca Cigarini overgeheveld naar de eerste selectie. Na de degradatie van Parma naar de Serie B in juni 2008, vertrok de middenvelder naar Sampdoria. In Genoa speelde hij vijfentwintig wedstrijden, voor hij verhuurd werd aan Cagliari. Bij die club was hij een vaste basisspeler, maar terug bij Sampdoria speelde hij opnieuw niet bijster veel. In januari 2011 werd hij voor anderhalf seizoen verhuurd aan Cagliari en na afloop van het seizoen kocht de club hem definitief aan, voor circa twee miljoen euro. In januari 2019 verkaste Dessena voor circa zeshonderdduizend euro naar Brescia, waar hij zijn handtekening zette onder een verbintenis voor de duur van anderhalf jaar. Dit contract werd na negen maanden verlengd met een extra seizoen. In februari 2021 werd Pescara zijn nieuwe werkgever, voor een half seizoen. Hierna verkaste hij naar Virtus Entella. In januari 2023 werd Dessena voor een half seizoen gehuurd door Olbia. Na deze verhuurperiode nam Olbia hem definitief over. Dessena besloot in de zomer van 2024 op zevenendertigjarige leeftijd een punt te zetten achter zijn actieve loopbaan.

## Interlandcarrière
Dessena nam met het Italiaans olympisch elftal deel aan de Olympische Spelen in China. Daar werd de ploeg onder leiding van bondscoach en oud-international Pierluigi Casiraghi uitgeschakeld door België in de kwartfinales: 3-2.

## Erelijst
| Serie B | 1 | 2015/16 |